# Hopje

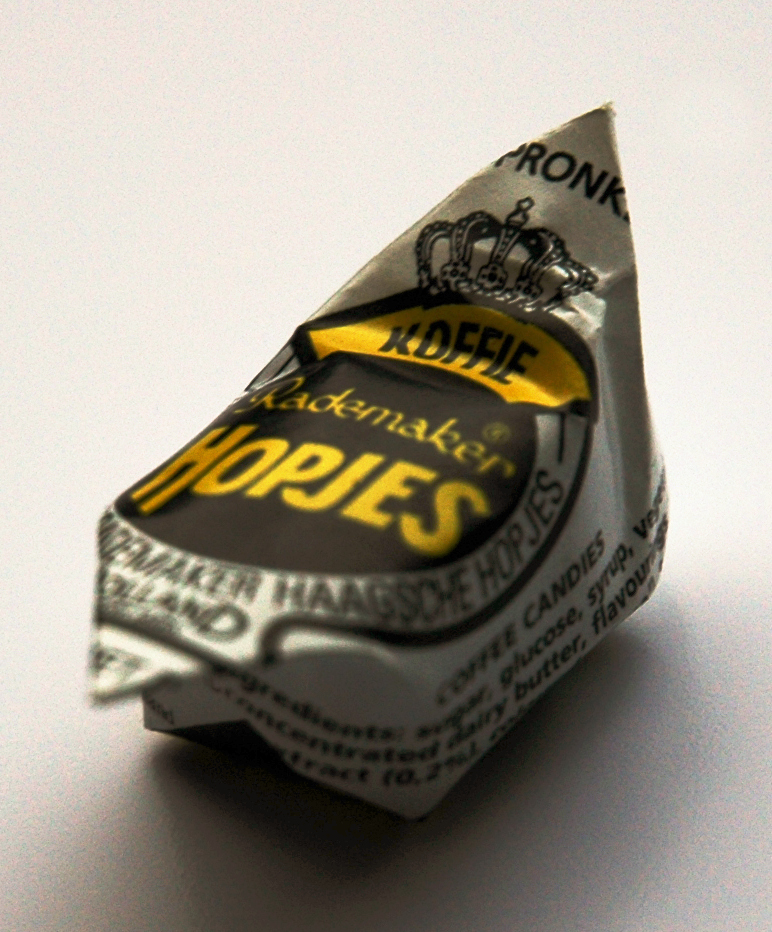
Un hopje.

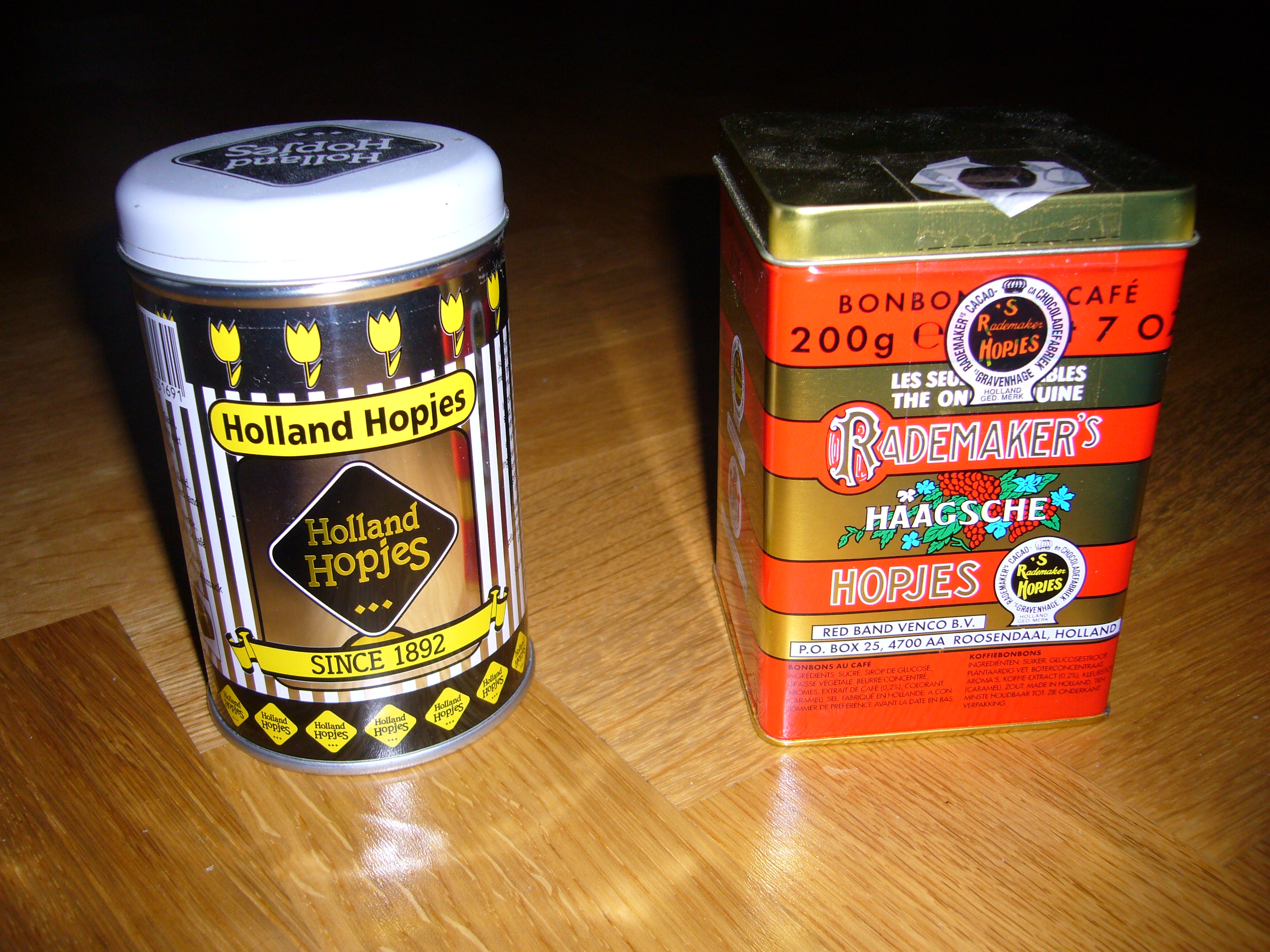
Boîtes de hopjes.

Le hopje est un bonbon néerlandais composé de caramel dur parfumé au café.
La principale fabrique se trouve à La Haye.

## Les hopjes de La Haye
La confiserie porte le nom du baron Hendrik Hop (nl) (Bréda, 27 octobre 1723 - La Haye, 29 avril 1808), diplomate envoyé des États de Hollande. Lorsque les Français prirent Bruxelles en 1792, Hop fut rappelé à La Haye, où il vécut jusqu'en 1801 au-dessus de la maison du confiseur de l'entreprise Van Haaren & Nieuwerkerk, au 92 Lange Voorhout. On raconte qu'un soir le baron, grand amateur de café, laissa sa tasse de café avec du sucre et de la crème sur le feu. Le lendemain matin, cela était devenu du caramel. Hop aimait beaucoup ces morceaux de sucre aromatisés au café. Peu de temps après, lorsque son médecin lui interdit de boire du café, il demanda à son voisin du dessous, le boulanger Theodorus van Haaren, de lui préparer ces « morceaux de café ». On les appela bientôt les « morceaux du baron Hop » et, en 1880, ils furent rebaptisés Haagsche Hopjes (les « Hopjes de La Haye »).
La maison de confiserie devient alors célèbre, même à l'étranger. Les exportations étaient destinées aux maisons royales d'Europe et aux tsars de Saint-Pétersbourg. À partir de 1875, des boîtes spéciales sont fabriquées pour les hopjes destiné aux Indes néerlandaises.
En 1794, l'entreprise Nieuwerkerk achète le numéro 94. En plus du magasin, elle ouvre un salon de thé et de crèmes glacées, un nouveau concept à La Haye, qui connaît un grand succès. D'autres salons de thé s'ajoutent bientôt, comme Krul sur Noordeinde et Lensvelt Nicola sur Tournooiveld.
En 1924, l'entreprise prend le statut de NV. Le propriétaire décède un an plus tard et Nieuwerkerk & Zn NV s'associe à la Haagsche Beschuit Bakkerij. Les hopjes sont à nouveau fabriqués, il s'agit alors des hopjes Geni.

## Les Hopjes de Rademaker

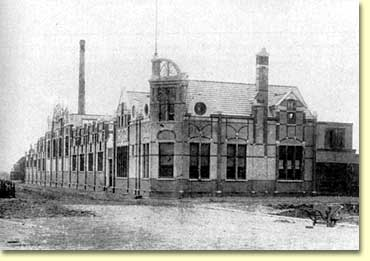
La fabrique de Rademaker à La Haye, en 1900.

Les hopjes ont notamment été imités par J.P. Rademaker, qui a longtemps affirmé qu'il était le seul à fabriquer le vrai hopje. Son usine, conçue par l'architecte W.B. van Liefland, se trouvait sur la Laan van Meerdervoort, entre la Fahrenheitstraat et la Valkenboskade. Rademaker a toutefois été la première entreprise à emballer les bonbons dans des enveloppes imprimées, ce qui n'était pas courant pour les bonbons.
Nieuwerkerk et Rademaker, dont le siège est à La Haye, se sont affrontés pendant des années. Rademaker annonçait qu'il fabriquait le vrai hopje. Après que la société Rademaker, basée à Rotterdam, a repris l'entreprise des mains des héritiers de Gerard Nieuwerkerk en 1949, la lutte entre les deux Rademaker s'est poursuivie pendant 40 ans. En 1989, la commission du code de la publicité a décidé que le Rademaker de La Haye n'était plus autorisé à faire de la publicité portant la mention « le seul vrai », mais qu'elle devait toujours inclure le nom de l'entreprise, c'est-à-dire « le seul vrai hopje de Rademaker » « le seul vrai hopje de Krul ».
Aux États-Unis, Rademaker a détenu la marque de 1932 à 2003.

## Pendant et depuis la deuxième guerre mondiale
Nieuwerkerk ne voulant pas fournir de houblon aux Allemands pendant la Seconde Guerre mondiale, il lui est devenu difficile d'obtenir des ingrédients. Néanmoins, l'entreprise a célébré son 150e anniversaire en 1943 en accrochant le drapeau néerlandais. Avec le bombardement du quartier de Bezuidenhout, la famille Nieuwerkerk perd tout. Gerard Nieuwerkerk meurt en 1948, sa femme en 1951. Les actions sont reprises par Rademaker de Rotterdam.
En 1971, Rademaker est racheté par la société belge Continental Sweets, connue pour ses marques Lutti et Leo. Plus tard, cette société acquiert également Kwatta. À cette époque, le bureau de vente néerlandais est également transféré de Vlijmen à l'usine Kwatta de Bréda. Cette usine déménage de Bréda à Etten-Leur en 1975, prenant un nouveau nom : Pieter Nieuwerkerk. En 1999, la marque Rademaker Hopjes passe aux mains de RBV Leaf (qui était une société d'exploitation de CSM depuis 1990) et les hopjes sont produits à Sneek. Les boîtes rouges et carrées habituelles sont remplacées par des boîtes blanches et rondes. Mais depuis 2007, les boîtes rouges sont de nouveau commercialisées.

## Aujourd'hui
Après que les usines Leaf de Sneek sont tombées aux mains des Suédois, la société mère Cloetta décide en 2012 de transférer la production de hopjes dans la ville italienne de Crémone. Cette décision met temporairement fin à plus de deux siècles de production de cette confiserie particulière aux Pays-Bas. Depuis 2013, les hopjes sont à nouveau produits dans une nouvelle usine Haagsche Hopjesfabriek située sur la Bezuidenhoutseweg.